# Josche Zurwonne
Josche Zurwonne (* 23. März 1989 in Münster) ist ein deutscher Badmintonspieler.

## Karriere
Josche Zurwonne gewann nach mehreren Medaillen im Nachwuchsbereich 2010 sein erstes Edelmetall, als er bei den deutschen Mannschaftsmeisterschaften Dritter mit dem Team der SG EBT Berlin wurde. Internationale Erfolge verzeichnete er bei den Hungarian International, Welsh International und den Estonian International.

## Vereine
| Name                     | Jahr(e)   |
| ------------------------ | --------- |
| SC Union 08 Lüdinghausen | - 2008    |
| EBT Berlin               | 2009–2010 |
| SC Union 08 Lüdinghausen | 2010 –    |

## Partner
Josche Zurwonne hat bei internationalen Veranstaltungen mit folgenden Partnern in den Doppeldisziplinen gespielt.

### Gemischtes Doppel
| Name                | Nationalität | Jahr(e)   |
| ------------------- | ------------ | --------- |
| Johanna Goliszewski | Deutschland  | 2009–2010 |
| Carla Nelte         | Deutschland  | 2012      |

### Herrendoppel
| Name             | Nationalität | Jahr(e)   |
| ---------------- | ------------ | --------- |
| Oliver Roth      | Deutschland  | 2010–2011 |
| Mats Hukriede    | Deutschland  | 2009–2010 |
| Jan Sören Schulz | Deutschland  | 2011      |
| Peter Käsbauer   | Deutschland  | 2011 –    |

## Sportliche Erfolge
| Saison    | Veranstaltung                     | Disziplin    | Platz | Name                                                                              |
| --------- | --------------------------------- | ------------ | ----- | --------------------------------------------------------------------------------- |
| 2003/2004 | Deutsche Einzelmeisterschaft U15  | Herrendoppel | 3     | Jonas Weise / Josche Zurwonne (FC Langenfeld / SC Union 08 Lüdinghausen)          |
| 2005/2006 | Deutsche Einzelmeisterschaft U17  | Herrendoppel | 2     | Jonas Weise / Josche Zurwonne (FC Langenfeld / Union Lüdinghausen)                |
| 2005/2006 | Deutsche Einzelmeisterschaft U17  | Herreneinzel | 3     | Josche Zurwonne (Union Lüdinghausen)                                              |
| 2005/2006 | Deutsche Einzelmeisterschaft U17  | Mixed        | 3     | Josche Zurwonne / Dana Kaufhold (SC Union 08 Lüdinghausen / SpVgg Sterkrade-Nord) |
| 2006/2007 | Deutsche Einzelmeisterschaft U22  | Mixed        | 2     | Josche Zurwonne / Laura Ufermann (SC Union 08 Lüdinghausen)                       |
| 2006/2007 | Deutsche Einzelmeisterschaft U19  | Mixed        | 2     | Josche Zurwonne (SC Union 08 Lüdinghausen) / Dana Kaufhold (SpVgg Sterkrade-Nord) |
| 2006/2007 | Deutsche Einzelmeisterschaft U19  | Herrendoppel | 3     | Sebastian Rduch (VfL 93 Hamburg) / Josche Zurwonne (SC Union 08 Lüdinghausen)     |
| 2009/2010 | Deutsche Mannschaftsmeisterschaft | Team         | 3     | SG EBT Berlin                                                                     |
| 2010      | Hungarian International           | Herrendoppel | 1     | Peter Käsbauer / Josche Zurwonne                                                  |
| 2010      | Welsh International               | Herrendoppel | 1     | Peter Käsbauer / Josche Zurwonne                                                  |
| 2010/2011 | Estonian International            | Herrendoppel | 1     | Peter Käsbauer / Josche Zurwonne                                                  |
| 2011      | Dutch International               | Herrendoppel | 2     | Peter Käsbauer / Josche Zurwonne                                                  |
| 2011      | Spanish International             | Herrendoppel | 2     | Peter Käsbauer / Josche Zurwonne                                                  |
| 2012      | French International              | Herrendoppel | 1     | Peter Käsbauer / Josche Zurwonne                                                  |
| 2013      | St. Petersburg White Nights       | Herrendoppel | 1     | Peter Käsbauer / Josche Zurwonne                                                  |
| 2014      | Brazil Grand Prix                 | Herrendoppel | 1     | Max Schwenger / Josche Zurwonne                                                   |